# Йохан Винкелман
Йохан Йоахим Винкелман (на немски: Johann Joachim Winckelmann) е немски изкуствовед и антиквар, основоположник на съвременните представи за античното изкуство. Той първи дефинира разликите между древногръцко, гръко-римско и римско изкуство.
Считан е за създател на дисциплината история на изкуството и за един от предшествениците на научната археология. Неговите трудове не само насочват интереса на съвременниците му към класическото изкуство, особено древногръцкото, но оказват огромно влияние на западната живопис, скулптура, литература и философия. Създава интелектуалната основа за класицизма в немскоезичните страни.

## Биография

### Ранни години
Винкелман е роден на 9 декември 1717 г. в град Щендал, Прусия, в бедно семейство на обущар. С помощта на директора на латинското училище в града успява да се изучи, а после със стипендия посещава гимназии в Берлин и Залцведел. През 1738 – 1740 г. е студент по богословие в университета в Хале, но се отказва и става частен преподавател в Osterburg, близо до Щендал. От 1741 до 1742 г. учи медицина в университета в Йена. След това до 1748 г. е учител в училища и семейства. По-късно Винкелман оценява тези години като период на страдания.

### Дрезденски период
През 1748 г. Винкелман напуска суровата атмосфера на Прусия, отивайки като библиотекар при граф фон Бюнау в замъка Ньотниц, близо до Дрезден, и така има възможност за досег със събраните там художествени съкровища. Те предизвикват у него възхищение към класическата древност и отвращение от стила рококо, господстващ в тогавашната немска архитектура и пластика. През 1755 г. написва есето „Размисли за имитацията на гръцки произведения в живописта и скулптурата“ (Gedanken über die Nachahmung der griechischen Werke in der Malerei und Bildhauerkunst), последвано от привидно нападение върху творбата и от защита на нейните принципи. В „Размислите“ се съдържа основата на доктрината, по-късно доразработена от него – идеалът за „благородна простота и спокойно величие“ (Edle Einfalt und stille Größe) и твърдението, че „Единственият начин да станем велики или дори неподражаеми, ако е възможно, е да подражаваме на гърците.“ Произведението печели възхищение не само с идеите, но и с литературния си стил. Препечатва се няколко пъти, превежда се на френски и английски и се превръща в манифест на гръцкия идеал в образованието и изкуството.

### Римски период
За да има възможност да живее и работи в Рим – вторият по големина културен център в Европа след Париж, Винкелман приема католицизма. Заминава за Рим с известна издръжка от крал Август III през есента на 1755 г.  Служи на бъдещия кардинал Ахинто (Achinto), секретар е на кардинал Албани, който има една от големите частни колекции на класическото изкуство, издига се на длъжността Scrittore в библиотеката на Ватикана и префект на антиките (Prefetto delle Antichità) (1763 г.), през 1764 г. е избран за чуждестранен член на Гьотингенската академия на науките. Прекарва значително време във Флоренция, каталогизирайки колекцията от гравирани скъпоценни камъни, принадлежаща на барон фон Стош (1760 г.)  Многократно посещава Неапол, Херкулан, Помпей и др. Позицията и влиятелното покровителство му дават достъп до художествените богатства и свобода да развива своите таланти като изкуствовед и консултант на посетители от европейската аристокрация. Внимателното изучаването на римските антики му позволява да идентифицира римски копия на гръцкото изкуство, нещо необичайно по онова време, когато римската култура се смята за върховно постижение на античността. Постепенно придобива ненадминати познания за древното изкуство. Творбите му са широко четени и му спечелват уважението на интелектуалния свят.
През 1764 г. издава „История на изкуството на древността“ (Geschichte der Kunst des Altertums), първата творба, която прави разделение на античното изкуство на периоди, разглеждайки го като процес на органично развитие: растеж, зрялост и упадък. През 1767 г. издава „Бележки за историята на изкуството“. Славата му се опира и на описанията му на отделни произведения на изкуството, съчетавайки прецизно наблюдение от първа ръка с топъл и спонтанен стил. Неговите забележки за Лаокоон, Аполон Белведерски, Ниобидите и др. са се превърнали в забележителности в изкуствознанието. Важният му труд „Непубликувани антични паметници“ (Monumenti antichi inediti) е от 1767 – 1768 г., с предисловие „Trattato“, в който е представен общ очерк по история на изкуството. Разглеждат се предмети, които или са били обяснени невярно, или изобщо не са обяснени. Обясненията на Уинкелман са от огромна полза за бъдещата наука археология, показвайки чрез метода на наблюдението, че източниците на вдъхновение на много произведения на изкуството, предполагаемо свързани с римската история, могат да бъдат намерени в произведенията на Омир.
Трактатът „За способностите на усещането за красивото в изкуството и преподаването му“ (Abhandlung von den Fähigkeiten der Empfindung des Schönen in der Kunst, und dem Unterrichte in derselben) от 1763 г. се счита също за основа на теорията на изкуството, както и за ключов текст на собствената му личност, в т.ч. неговата хомоеротична склонност. Ентусиазмът му към героя мъж и статуите на бога в Античността се свързва със същото.
През 1768 г. Винкелман посещава Дрезден и Виена за първи път от дългия си престой в Италия. На връщане към Рим, на 8 юни 1768 г. е убит в хотела си в Триест от случаен познат. Погребан е там в църковния двор на катедралата Сан Джусто.

## Идеи
Естетиката на Винкелман има за изходна точка изкуството (обратно на Баумгартеновата). За него най-голямата задача на изкуството е да изобрази красотата. От една страна, тя е в точно определени линии, конфигурации, мерки и пропорции. Пресъздаването на красотата в природата е насочено или към единичното, или е „подбор от красиви черти, взети от множество отделни обекти и свързани в едно цяло, което наричаме идеал“. Тъй като този идеал е постигнат в класическото гръцко изкуство, художниците трябва да подражават не пряко на природата, а на тези произведения, представляващи по-съвършен израз.
Но естетическият идеал има и съдържателно-качествен аспект – духът на „благородна простота и спокойно величие“ (Edle Einfalt und stille Größe), от който са проникнати скулптурните и литературните произведения на гръцката класика. „Покоят е онова състояние, което е най-присъщо на красотата“. Физическата хармония трябва да дава израз на духовната хармония, интегритет. На този дух той противопоставя съвременните му барок и рококо.
Постиженията и превъзходството на древногръцкото изкуство над другите той разглежда като резултат от множество фактори: и климатичните условия, и обществените – свободата в политическия живот, съответно свободата на мисълта, почитта към творците, изкуството в живота на народа.
Разглеждайки възникването и развитието на изкуството от най-дълбока древност по земите на различните народи: египтяни, финикийци, перси, етруски, гърци и др., Винкелман прави задълбочен, всеобхватен и ясен хронологичен анализ и систематизация на цялото антично изкуство.
Френският писател Анри Мари Бел, който пътува много из Италия и през 1817 г. публикува двутомна „История на живописта в Италия“, а на следващата година – пътеписни есета „Рим, Неапол и Флоренция“, както и други трудове за изкуството, като почит към Винкелман, изключителния историк на изкуството, взема за псевдоним името на родния му град: Стендал (Stendall).

## Трудове
Критическото издание с трудовете на Винкелман е Walther Rehm and Hellmut Sichtermann, eds., Kleine Schriften, Vorreden, Entwürfe (Berlin), 1968.
1. Gedanken über die Nachahmung der griechischen Werke in der Malerei und Bildhauerkunst („Мисли върху подражанието на гръцките произведения в живописта и скулптурата“), 1 изд. (50 бр.) 1755 г., последвано от фиктивна атака към творбата и от защита на нейните принципи уж от критик, 2 изд. 1756.
2. Description des pierres gravées du feu Baron de Stosch (Описание на гравираните камъни на покойния барон Стош), 1760.
3. Anmerkungen über die Baukunst der Alten („Забележки за архитектурата у древните“), 1762.
4. Sendschreiben von den Herculanischen Entdeckungen („Писмо за находките от Херкуланеум“), 1762.
5. Abhandlung von den Fähigkeiten der Empfindung des Schönen in der Kunst, und dem Unterrichte in derselben (Трактат за способностите на усещането за красивото в изкуството и преподаването му“), 1763.
6. Nachrichten von den neuesten Herculanischen Entdeckungen („Новини за най-новите находки от Херкуланеум“) (1764).
7. Geschichte der Kunst des Alterthums (История на изкуството на древността. София, Бълг. художник, 1970), 1764, последвано от „Бележки върху историята на изкуството на древността“, 1767.
8. Versuch einer Allegorie („Опит за алегория“), 1766.
9. Monumenti antichi inediti („Непубликувани антични паметници“) с предговор Trattato preliminare, 1767 – 1768,
10. Briefe an Bianconi („Писма до Бианкони“), посмъртно изд.